# Авез (Рона)
Авез (фр. Aveize) насеље је и општина у источној Француској у региону Рона-Алпи, у департману Рона која припада префектури Лион.
По подацима из 2011. године у општини је живело 1.121 становника, а густина насељености је износила 67,37 становника/km². Општина се простире на површини од 16,64 km². Налази се на средњој надморској висини од 800 метара (максималној 928 m, а минималној 428 m).

## Демографија
| 1962. | 1968. | 1975. | 1982. | 1990. | 1999. | 2011. |
| ----- | ----- | ----- | ----- | ----- | ----- | ----- |
| 811   | 917   | 803   | 810   | 904   | 940   | 1.121 |

График промене броја становника у току последњих година